# Лондон-Міллс (Іллінойс)
Лондон-Міллс (англ. London Mills) — селище (англ. village) в США, в округах Фултон і Нокс штату Іллінойс. Населення — 350 осіб (2020).

## Географія
Лондон-Міллс розташований за координатами 40°42′38″ пн. ш. 90°15′58″ зх. д. / 40.71056° пн. ш. 90.26611° зх. д. (40.710580, -90.266192).  За даними Бюро перепису населення США в 2010 році селище мало площу 1,77 км², уся площа — суходіл.

## Демографія
Згідно з переписом 2010 року, у селищі мешкали 392 особи в 153 домогосподарствах у складі 114 родин. Густота населення становила 222 особи/км².  Було 178 помешкань (101/км²).
Расовий склад населення:
| - 99,5 % — білих |

До двох чи більше рас належало 0,5 %. Частка іспаномовних становила 0,5 % від усіх жителів.
За віковим діапазоном населення розподілялося таким чином: 24,0 % — особи молодші 18 років, 58,1 % — особи у віці 18—64 років, 17,9 % — особи у віці 65 років та старші. Медіана віку мешканця становила 40,7 року. На 100 осіб жіночої статі у селищі припадало 96,0 чоловіків;  на 100 жінок у віці від 18 років та старших — 94,8 чоловіків також старших 18 років.
Середній дохід на одне домашнє господарство  становив 53 407 доларів США (медіана — 43 438), а середній дохід на одну сім'ю — 63 516 доларів (медіана — 55 000). Медіана доходів становила 44 167 доларів для чоловіків та 31 000 доларів для жінок. За межею бідності перебувало 18,1 % осіб, у тому числі 28,3 % дітей у віці до 18 років та 0,0 % осіб у віці 65 років та старших.
Цивільне працевлаштоване населення становило 147 осіб. Основні галузі зайнятості: освіта, охорона здоров'я та соціальна допомога — 30,6 %, виробництво — 18,4 %, мистецтво, розваги та відпочинок — 10,2 %, будівництво — 8,2 %.